# Ibi II
Pour les articles homonymes, voir Ibi.
...-maâtrê Ibi II est un roi de la XIIIe dynastie. Il n'est mentionné que dans le Canon royal de Turin à la position 8.14.